# Sozialerhebung
Als Sozialerhebung bezeichnet man eine quantitativ-empirische Untersuchung zur wirtschaftlichen und sozialen Situation eines bestimmten Personenkreises. In Deutschland besonders bekannt ist die 1951 vom Deutschen Studentenwerk (DSW) ins Leben gerufene Erhebung zur wirtschaftlichen und sozialen Lage der Studierenden in Deutschland, die seit 1981 vom Deutschen Zentrum für Hochschul- und Wissenschaftsforschung (DZHW) in Hannover bzw. dessen Vorgängerinstitution (HIS) durchgeführt und vom Bundesministerium für Bildung und Forschung (BMBF) gefördert wird. Die jüngste 22. Sozialerhebung wurde im Sommersemester 2021 durchgeführt und die Ergebnisse im Frühsommer 2023 veröffentlicht.
Mit der neuesten Erhebung im Sommersemester 2021 wurde die bisherige Sozialerhebung mit weiteren Studien zusammengeführt. Unter dem Titel „Die Studierendenbefragung in Deutschland“ umfasst sie nun auch den seit 1982 laufenden Studierendensurvey der Universität Konstanz und die Studie „beeinträchtigt studieren“, die erstmals 2011 durchgeführt wurde. Damit ist das Themenspektrum breiter und die Daten ermöglichen differenzierte Analysen zu Fragen des studentischen Lebens. Zudem werden in der integrierten Befragung die deutschen Daten für „EUROSTUDENT“ erhoben, ein internationales Befragungsprojekt, das auf europäischer Ebene Daten über die sozialen und wirtschaftlichen Bedingungen von Studierenden erfasst. Die Studierendenbefragung ist ein Verbundprojekt unter Leitung des DZHW. Wissenschaftlicher Kooperationspartner ist die AG Hochschulforschung an der Universität Konstanz, das Deutsche Studentenwerk ist Praxispartner im Projektverbund.
Auch in Österreich existiert mit der „Studierenden-Sozialerhebung“ eine vergleichbare Untersuchung. Die erste wurde 1973 durchgeführt, weitere Erhebungen folgten in unregelmäßigen Abständen (1999, 2002, 2006, 2009, 2011). Die aktuelle österreichische Sozialerhebung wurde im Jahr 2015 von der Forschungsgruppe HER am Institut für Höhere Studien (IHS) in Wien im Auftrag des Bundesministeriums für Wissenschaft, Forschung und Wirtschaft (BMWFW) durchgeführt und im Frühjahr 2016 veröffentlicht.
In der Schweiz wird eine solche Erhebung ebenfalls unregelmäßig durchgeführt. Nach einer zehnjährigen Pause wurde vom Schweizer Bundesamt für Statistik (BFS) im Jahre 2005 wieder die Soziale Lage der Studierenden in der Schweiz untersucht.

## Die Studierendenbefragung in Deutschland
Bei der Studierendenbefragung (DZHW) handelt es sich um eine im (inter-)nationalen Vergleich einmalige Langzeituntersuchung. Erstmals führte der Verband Deutscher Studentenwerke die Sozialerhebung 1951 durch. Seit 1981 wird die Sozialerhebung mit Förderung des BMBF vom Deutschen Zentrum für Hochschul- und Wissenschaftsforschung (DZHW) in Hannover bzw. dessen Vorgängerinstitution (HIS) und dem DSW gemeinsam durchgeführt. Seitdem werden die Daten zunächst alle drei und nun alle vier Jahre jeweils im Sommersemester erhoben.
Im Kern geht es bei der Sozialerhebung bzw. der Studierendenbefragung um Aspekte, die die soziale und wirtschaftliche Situation von Studierenden in Deutschland betreffen. Studierende beantworten hier aber auch Fragen zur Studiensituation, studentischen Einstellungen und studentischem Engagement sowie zu Bildungs- und Lebenszielen. „Die Studierendenbefragung in Deutschland“ (ehemals Sozialerhebung) richtet sich an alle Studierenden und gilt mit fast 3 Millionen potenziellen Befragten als größte regelmäßig stattfindende Studierendenbefragung in Deutschland. Anders als in der früheren Sozialerhebung sind deshalb nun auch Fernstudierende, internationale Studierende und erstmals auch Studierende an privaten Hochschulen Teil der Stichprobe. Die Ergebnisse zur wirtschaftlichen und sozialen Lage der Studierenden in Deutschland 2021 wurden im Mai 2023 veröffentlicht.
Auf Basis dieser repräsentativen Stichprobe ergänzen die Daten der Sozialerhebung die amtliche Statistik für verschiedene Heterogenitäts- bzw. Diversitäts-Dimensionen (z. B. mit Daten zu Studierenden mit Kind, mit Migrationshintergrund, mit gesundheitlicher Beeinträchtigung oder mit studienbezogenen Auslandserfahrungen). Diese Befunde bilden eine zentrale Grundlage für die Gestaltung der staatlichen Studienförderung (z. B. BAföG) und fließen regelmäßig in die Bildungs- und Sozialberichterstattung der Bundesregierung ein.
Darüber hinaus ist „Die Studierendenbefragung in Deutschland“ des DZHW der deutsche Beitrag zum internationalen Ländervergleichsprojekt EUROSTUDENT, einem wichtigen Instrument zum Monitoring der Studien- und Lebenssituation und des Bologna-Prozesses in den Ländern des Europäischen Hochschulraums.

### Geschichte der Sozialerhebung
Die erste Untersuchung der „Studentenschaft in Westdeutschland und in Berlin“ führte der Verband Deutscher Studentenwerke im April 1951 durch. Ziel der Untersuchung war es, „den Blick auf die Frage [zu] lenken, inwieweit die Aufnahme eines Studiums und die richtige wissenschaftliche und erzieherisch wirkungsvolle Durchführung des Studiums auf Grund der wirtschaftlichen Lage der einzelnen Studierenden überhaupt möglich sind“. Denn angesichts eines erheblichen Anteils an Heimatvertriebenen, Kriegsversehrten, Spätheimkehrern und Kriegswaisen unter der damaligen Studentenschaft, sahen die Studentenwerke eine ihrer Hauptaufgaben darin, „der akademischen Jugend ein Studium frei von Not zu ermöglichen“.
Vorgegeben wurde diese Zielsetzung u. a. von Gerhard Kath, dem damaligen Geschäftsführer des Studentenwerks Frankfurt am Main. Als Initiator, Organisator und Forscher in einer Person für die ersten neun Sozialerhebungen in den Jahren 1951 bis 1979 ist sein Name bis heute eng mit der Sozialerhebung verknüpft. In diesem Zeitraum wurden die Studierenden unter Kaths Leitung in einem Abstand von zwei bis vier Jahren jeweils im Sommersemester zu ihren Lebensverhältnissen befragt. Einzige Ausnahme bildet diesbezüglich die 6. Sozialerhebung. Sie fand erst im Wintersemester 1967/68 statt, was aller Wahrscheinlichkeit nach aus den politischen Unruhen an den Hochschulen im Zusammenhang mit der 68er Studenten-Bewegung resultierte.
Es folgten dann noch drei weitere Sozialerhebungen unter der Leitung Kaths, ehe mit der 10. Sozialerhebung ein Wechsel stattfand. Seit 1981 wird die Sozialerhebung vom Deutschen Zentrum für Hochschul- und Wissenschaftsforschung (DZHW) in Hannover bzw. der Vorgängerinstitution (HIS) und dem DSW gemeinsam durchgeführt. Seitdem werden die Daten ungefähr alle drei (bzw. vier) Jahre jeweils zum Sommersemester erhoben (ab 1991 inklusive der Neuen Bundesländer). Mit der Erhebung im Sommersemester 2021 wurde die bisherige Sozialerhebung mit weiteren Studien zusammengeführt und umfasst nun unter einem Dach als „Die Studierendenbefragung in Deutschland“ auch den seit 1982 laufenden Studierendensurvey der Universität Konstanz und die Studie „beeinträchtigt studieren“, die erstmals 2011 durchgeführt wurde. Das Verbundprojekt wird vom DZHW geleitet.
Gefördert wird die Untersuchungsreihe durch das BMBF. In den Anfangsjahren 1951 bis 1963 wurde die Sozialerhebung durch das Bundesministerium des Innern (BMI) und später (1967 bis 1991) durch das Bundesministerium für Bildung und Wissenschaft (BMBW) gefördert.

### Stichprobenziehung – wer wird befragt?
Zur Grundgesamtheit der 21. Sozialerhebung gehörten alle im Befragungssemester immatrikulierten Studierenden der staatlichen und staatlich anerkannten Hochschulen in Deutschland (ausgenommen Hochschulen des Fernstudiums, der Bundeswehr und der Verwaltung). Unter ihnen ziehen die an der Sozialerhebung teilnehmenden Hochschulen nach den Vorgaben des DZHW eine Zufallsstichprobe aus ihrem jeweiligen Studierendenverzeichnis und verschicken per E-Mail Einladungen zur Befragung.
Mit der Erhebung im Sommersemester 2021 hat sich die Grundgesamtheit verändert, ausgenommen sind jetzt nur noch Studierende an Verwaltungsfachhochschulen und an Berufsakademien, die keinen Hochschulstatus haben. Anders als in früheren Sozialerhebungen sind nun auch Fernstudierende sowie internationale Studierende und Studierende an privaten Hochschulen Teil der Stichprobe. Damit wird dem Anspruch von „Die Studierendenbefragung in Deutschland“ nachgekommen, repräsentative Aussagen über alle Studierenden zu ermöglichen.

### Erhebungsmodus – wie wird befragt?
Bis zur 20. Sozialerhebung war die Untersuchungsreihe als schriftliche Befragung konzipiert: Den Studierenden wurde per Post ein gedruckter Fragebogen zugesandt, den sie nach dem Ausfüllen in einem Freiumschlag zurückschicken konnten. Seit der 21. Sozialerhebung wird die Befragung als Online-Befragung durchgeführt: Anstatt eines Papier-Fragebogens erhalten die Studierenden nun von ihrer Hochschule eine E-Mail, mit der sie zur Befragungsteilnahme eingeladen werden. Diese E-Mail enthält einen Link zum Online-Survey. Für die 21. Sozialerhebung erstreckte sich der Befragungszeitraum dabei über etwa zehn Wochen. Zwischen Mai und September 2021 konnten Studierende an der Online-Befragung zu „Die Studierendenbefragung in Deutschland“ teilnehmen.

### Datenschutz
Die Anonymität der an der Sozialerhebung teilnehmenden Studierenden wird u. a. dadurch gewährleistet, dass die Stichprobenziehung und die Einladung zur Befragung ausschließlich durch die Hochschulen erfolgen. Die Mitarbeitenden des DZHW erfahren zu keinem Zeitpunkt, wer an der Befragung teilnimmt. Die Hochschulen ihrerseits erhalten keine Informationen darüber, was einzelne Studierende geantwortet haben. So erfolgen Erhebung, Aufbereitung, Auswertung und Veröffentlichung der Daten unter Beachtung der aktuellen rechtlichen Datenschutzbestimmungen und – darüber hinaus – in Einklang mit den Standards der Qualitätssicherung für Online-Befragungen des Arbeitskreises Deutscher Markt- und Sozialforschungsinstitute e. V. (ADM), der Arbeitsgemeinschaft Sozialwissenschaftlicher Institute e. V. (ASI), des Berufsverbands Deutscher Markt- und Sozialforscher e. V. (BVM) und der Deutschen Gesellschaft für Online-Forschung e. V. (D.G.O.F.). Ein Rückschluss auf Einzelpersonen ist damit ausgeschlossen.

### Bedeutung und Inhalt
Die Sozialerhebung ist besonders bei der Beurteilung der sozialen und wirtschaftlichen Situation der Studierenden in Deutschland von großer Bedeutung und zeichnet deren Entwicklung seit den 1950er Jahren nach. Zentralen Themen der Studie sind
- Bildungs- und Ausbildungserfahrungen vor dem Studium,
- Hochschulzugang und Studienverlauf,
- soziale Zusammensetzung der Studierendenschaft,
- Finanzierung des Studiums und Lebenshaltungskosten,
- Zeitaufwand für verschiedene Studientätigkeiten,
- studentische Erwerbstätigkeit sowie
- die Wohn- und Lebenssituation Studierenden.

Gemeinsam bilden sie den inhaltlichen Kern der Sozialerhebung, die damit in regelmäßigen Abstand eine Fülle an Daten, Informationen und Befunden zur Bewertung aktueller und künftig erforderlicher Entwicklungen im Hochschulwesen liefert. Entsprechend hat die Sozialerhebung einen großen und vielfältigen Kreis an Interessierten und Nutzenden, z. B:
- politische Akteure und Entscheidungsträger*innen auf Bundes-, Länder-, regionaler sowie hochschulbezogener Ebene,
- Parteien, Verbände und Initiativen aus Gesellschaft, Politik und Wirtschaft,
- Vereine und Stiftungen,
- Hochschulforschung und Sozialberichterstattung,
- Lehrkräfte und Lehrbeauftragte an den Hochschulen,
- Studierendenberatungen und -beauftragt, aber auch
- Studierende, Studienberechtigte und ihre politischen Interessenvertretungen.

### Die Studierendenbefragung in Deutschland: 22. Sozialerhebung
Die 22. Sozialerhebung im Rahmen des Verbundprojekts „Die Studierendenbefragung in Deutschland“ unter Leitung des DZHW ist derzeit die aktuellste Sozialerhebung und kann hier abgerufen werden. Eine Besonderheit dieser Studie ist, dass die Sozialerhebung erstmals mit zwei weiteren Studien unter einem Dach zusammengeführt wurde: dem Studierendensurvey der AG Hochschulforschung der Universität Konstanz sowie der Studie „beeinträchtigt studieren“. Besonders ist auch der Zeitraum der Befragung, da das Sommersemester 2021 noch von der Coronapandemie geprägt war. Damit bildet die 22. Sozialerhebung das Leben von Studierenden in der Pandemie ab. Auswirkungen der Pandemie lassen sich allein mit diesen Daten jedoch noch nicht ableiten, da Veränderungen gegenüber Ergebnissen früherer Sozialerhebungen noch nicht trennscharf als pandemiebedingte Ausnahmen oder als echte Trendwenden einzuordnen sind. Dies wird perspektivisch mit der nächsten Befragung voraussichtlich im Sommersemester 2025 möglich sein.
Schwerpunkte der aktuellen Studie im Sommersemester 2021 sind
- die soziale und wirtschaftliche Lage von Studierenden in Deutschland

- Bildungs- und Lebensziele von Studierenden
- Studiensituation, studentische Einstellungen und studentisches Engagement
- Studienformen und Studienverläufe
- Studienfinanzierung.

Hauptergebnisse:
- Rund 42 Prozent der Studierenden leben in einer festen Partnerschaft, knapp 10 Prozent sind verheiratet.
- Verheiratete Studierende sind mit fast 36 Jahren deutlich älter als der Durchschnitt.
- Rund 8 Prozent der Studierenden haben Kinder, Frauen etwas häufiger als Männer (9,2 vs. 6,5 Prozent).
- Knapp 12 Prozent der Studierenden übernehmen Pflegeaufgaben in ihrem privaten Umfeld.
- Rund 17 Prozent der Studierenden aus Deutschland haben einen Migrationshintergrund.
- Fast 15 Prozent der Studierenden in Deutschland sind internationale Studierende.
- Mehr als 50 Prozent der internationalen Studierenden bringen bereits einen Hochschulabschluss nach Deutschland mit.
- Internationale Studierende kommen häufiger als Studierende aus Deutschland aus einem akademischen Elternhaus (70 vs. 56 Prozent).
- 72 Prozent der Studierenden in Deutschland schätzen ihre Gesundheit als (sehr) gut ein.
- Für etwa 28 Prozent der Studierenden stellt das Studium (sehr) häufig eine hohe Belastung dar.
- Knapp 24 Prozent der Studierenden in Deutschland sind gesundheitlich beeinträchtigt, bei knapp 16 Prozent wirkt sich dies studienerschwerend aus.
- Studierende mit einer beruflichen Qualifizierung studieren mit rund 51 Prozent häufig an privaten Hochschulen.

- Fast 80 Prozent der Studierenden befinden sich in klassischen Präsenzstudiengängen.
- Über 80 Prozent der Studierenden absolvieren ihr Studium in Vollzeit, dies trifft vor allem auf staatliche Hochschulen zu.
- An privaten Hochschulen studieren etwa 50 Prozent der Studierenden in Vollzeit, verschiedene Teilzeitregelungen haben hier eine hohe Bedeutung.
- Studierende wenden im Schnitt etwa 17 Stunden pro Woche für Lehrveranstaltungen sowie 17 Stunden für das Selbststudium auf.
- Für Erwerbstätigkeiten bringen Studierende durchschnittlich rund 15 Stunden pro Woche auf.
- Über 60 Prozent der Studierenden sind mit den gegenwärtigen Bedingungen an ihrer Hochschule zufrieden.
- Rund 12 Prozent der Bachelorstudierenden in höheren Semestern (ab 6. Hochschulsemester) haben bereits einen Auslandsaufenthalt realisiert.
- 63 Prozent der Studierenden gehen einer Erwerbstätigkeit nach.
- Knapp 67 Prozent der Studierenden aus nicht-akademischem Elternhaus und rund 60 Prozent der Studierenden aus akademischem Elternhaus arbeiten neben dem Studium.
- Bei rund 77 Prozent ist die Finanzierung des Lebensunterhalts (voll und ganz) sichergestellt.
- Knapp 18 Prozent der Studierenden leben in einem Studierendenwohnheim.

### Zugang zu den Forschungsdaten der Sozialerhebung
Das DZHW hat die anonymisierten Forschungsdaten der 10. bis 21. Sozialerhebung (1982–2016) über sein Forschungsdatenzentrum (FDZ-DZHW) dauerhaft zur wissenschaftlichen Nutzung für die Hochschul- und Wissenschaftsforschung verfügbar gemacht.
Die Daten von „Die Studierendenbefragung in Deutschland“ (22. Sozialerhebung) werden zum Projektabschluss ebenfalls über das Forschungsdatenzentrum des DZHW für die wissenschaftliche Nachnutzung und Weiterverwendung zur Verfügung gestellt.
Für Zeitreihenanalysen liegen die Daten als gepoolter Datensatz vor.